# Манн, Энтони
Энтони Манн (англ. Anthony Mann; 30 июня 1906, Сан-Диего, Калифорния, США — 29 апреля 1967, Берлин, ГДР) — американский кинорежиссёр.

## Биография
Родился в семье Эмиля Теодора Бундсмана, судетского немца, и Берты Вайхсельбаум, еврейки из Баварии.
Начинал как актёр в Нью-Йорке. В 1938 году перебрался в Голливуд, где примкнул к студии Д. Селзника. В 1942 году дебютировал как режиссёр; ставил низкобюджетные картины на студиях RKO и Republic Pictures. Во второй половине 1940-х годов поставил несколько фильмов в стиле нуар, ныне часто признаваемых образцовыми, в частности благодаря мастерской работе оператора Джона Олтона. Позднее способствовал развитию вестерна как серьёзного жанра, перенеся в него некоторые элементы нуара. Пять вестернов с участием Джеймса Стюарта — наиболее известные работы Манна.
В 1957—1963 годах был женат на актрисе и певице Саре Монтьель.
В 1960-х годах переключился на эпические полотна. Со съёмок фильма «Спартак» был уволен Кирком Дугласом.
В 1964 году возглавлял жюри 14-го Берлинского кинофестиваля.
Умер от сердечного приступа во время съёмок шпионского триллера «Денди в желе»; фильм был завершён исполнителем главной роли Лоуренсом Харви. Тело было кремировано, прах развеян на территории лондонского крематория Голдерс-Грин.

## Избранная фильмография
- 1944 — Странники в ночи / Strangers in the Night
- 1945 — Великий Фламарион / The Great Flamarion
- 1945 — Кураж в два часа / Two O’Clock Courage
- 1946 — Странное воплощение / Strange Impersonation
- 1947 — Отчаянный / Desperate
- 1947 — Подставили! / Railroaded!
- 1947 — Агенты казначейства / T-Men
- 1948 — Грязная сделка / Raw Deal
- 1948 — Он бродил по ночам / He Walked by Night (в титрах не указан)
- 1949 — Инцидент на границе / Border Incident
- 1949 — Господство террора / Reign of Terror
- 1950 — Переулок / Side Street
- 1950 — Винчестер 73 / Winchester '73
- 1950 — Фурии / The Furies
- 1952 — Излучина реки / Bend of the River
- 1953 — Обнажённая шпора / The Naked Spur
- 1953 — История Гленна Миллера / The Glenn Miller Story
- 1954 — Далёкий край / The Far Country
- 1955 — Человек из Ларами / The Man from Laramie
- 1955 — Последняя граница / The Last Frontier
- 1956 — Серенада / Serenade
- 1957 — Жестяная звезда / The Tin Star
- 1958 — Божья делянка / God’s Little Acre
- 1958 — Человек с Запада / Man of the West
- 1960 — Симаррон / Cimarron
- 1961 — Эль Сид / El Cid
- 1964 — Падение Римской империи / The Fall of Roman Empire
- 1965 — Герои Телемарка / The Heroes of Telemark